# Testament
Testament er et amerikansk thrash metal-band, som blev dannet i 1983 i Californien, USA under navnet Legacy. Bandet havde stor indflydelse på thrash metal genren, og var nok det mest populære band som ikke brød ind i mainstream og nød den samme succes som "The Big Four" (Slayer, Megadeth, Anthrax og Metallica) gjorde.[kilde mangler]

## Medlemmer

### Nuværende medlemmer
- Chuck Billy – Vokal
- Eric Peterson – Guitar
- Alex Skolnick – Guitar
- Greg Christian – Bas
- Nick Barker – Trommer
- Paul Bostaph – Trommer (midlertidig musiker for The Formation of Damnation)

### Tidligere medlemmer
- Louie Clemente – Trommer
- John Tempesta – Trommer
- Dave Lombardo – Trommer
- Gene Hoglan – Trommer
- Glen Alvelais – Guitar
- Derrick Ramirez – Bas/Guitar/Vokal
- James Murphy – Guitar
- Jon Allen – Trommer
- "Metal" Mike Chlasciak – Guitar
- Steve "Zetro" Souza – Vokal
- Jon Dette – Trommer
- Steve Smyth – Guitar
- Steve DiGiorgio – Bas
- Chris Kontos – Trommer
- Mike Ronchette – Trommer

## Diskografi
- 1987: The Legacy
- 1988: The New Order
- 1989: Practice What You Preach
- 1990: Souls of Black
- 1992: The Ritual
- 1993: Return to the Apocalyptic City
- 1994: Low
- 1997: Demonic
- 1999: The Gathering
- 2001: First Strike Still Deadly
- 2008: The Formation of Damnation
- 2012: Dark Roots of Earth
- 2016: Brotherhood of the Snake
- 2020: Titans of Creation